# Nguyễn Văn Sơn (thượng tướng)
Nguyễn Văn Sơn (sinh năm 1961) là một tướng lĩnh của lực lượng Công an nhân dân Việt Nam với quân hàm Thượng tướng. Ông từng là Ủy viên Ban Thường vụ Đảng ủy Công an Trung ương, Thứ trưởng Bộ Công an Việt Nam. 
Ông cũng từng là Thủ trưởng Cơ quan quản lý thi hành án hình sự và Cơ quan Quản lý tạm giữ, tạm giam thuộc Bộ Công an, nguyên Phó Tổng cục trưởng Tổng cục Chính trị Công an nhân dân Việt Nam, Nguyên Giám đốc Công an Thành Phố Đà Nẵng.

## Xuất thân
Thượng tướng Nguyễn Văn Sơn sinh năm 1961. Ông quê quán tại xã Hòa Tiến, huyện Hòa Vang, Đà Nẵng

## Sự nghiệp
Nguyễn Văn Sơn từng đảm nhiệm các chức vụ: Phó Giám đốc Công an thành phố Đà Nẵng; Quyền Giám đốc Công an thành phố Đà Nẵng; Giám đốc Công an thành phố Đà Nẵng.
Sáng ngày 21/5/2015, tại thành phố Đà Nẵng, Trung tướng Trần Bá Thiều đã thông báo Quyết định số 2509/QĐ-BCA-X11 của Bộ trưởng Bộ Công an điều động và bổ nhiệm có thời hạn Nguyễn Văn Sơn nhận công tác và giữ chức vụ Phó Tổng cục trưởng Tổng cục Chính trị Công an nhân dân Việt Nam.
Ngày 22/11/2016, tại Quyết định 2255/QĐ-TTg, Thủ tướng Chính phủ bổ nhiệm Nguyễn Văn Sơn giữ chức vụ Thứ trưởng Bộ Công an.
Ngày 8/12/2016, Đảng ủy Công an Trung ương trao quyết định của Chủ tịch nước về việc thăng cấp Nguyễn Văn Sơn từ Thiếu tướng lên Trung tướng.
Ngày 17/04/2017, Nguyễn Văn Sơn được bổ nhiệm giữ chức Phó Chủ tịch Ủy ban An toàn Giao thông Quốc gia thay Thượng tướng Lê Quý Vương.
Ngày 10 tháng 8 năm 2018, Bộ trưởng Bộ Công an Tô Lâm ký quyết định bổ nhiệm Nguyễn Văn Sơn làm Thủ trưởng Cơ quan quản lý thi hành án hình sự và Cơ quan quản lý tạm giữ, tạm giam thuộc Bộ Công an.
Ngày 29/10/2018, tại Hà Nội, Đảng ủy Công an Trung ương công bố Quyết định của Bộ Chính trị về việc chỉ định bổ sung Nguyễn Văn Sơn vào Ban Thường vụ Đảng ủy Công an Trung ương.
Ngày 3 tháng 12 năm 2019, Phó Thủ tướng thường trực Trương Hòa Bình ký quyết định thay Thủ tuớng Chính phủ Thượng tướng Nguyễn Văn Sơn thôi giữ chức vụ Phó Chủ tịch Ủy ban An toàn Giao thông Quốc gia.
Ngày 07/12/2020, Chủ tịch nước quyết định tặng thưởng Huân chương Quân công hạng Nhất cho ông. 
Tháng 1 năm 2021, ông được thăng cấp bậc hàm từ Trung tướng lên Thượng tướng.
Ngày 21/2/2022, Thủ tướng Phạm Minh Chính ký quyết định số 235/QĐ-TTg về việc Thượng tướng Nguyễn Văn Sơn thôi giữ chức Thứ trưởng Bộ Công an, nghỉ công tác từ 1/3/2022.

## Lịch sử thụ phong cấp bậc hàm
| Năm thụ phong | 2008   | 2012        | 2016        | 2021         |
| ------------- | ------ | ----------- | ----------- | ------------ |
| Quân hàm      |        |             |             |              |
| Cấp bậc       | Đại tá | Thiếu tướng | Trung tướng | Thượng tướng |